# Nanda Bayin
Nanda Bayin (birm. နန္ဒဘုရင် /nàɴda̰ bəjɪ̀ɴ/; 1535–1600) – król z dynastii Taungngu, w latach 1581–1599 władca Birmy.
Nanda był najstarszym synem króla Bayinnaunga i po objęciu w styczniu 1551 r. władzy przez ojca został następcą tronu. Należał on do naczelnych dowódców podczas wszystkich prowadzonych przez ojca kampanii wojennych, w czasie których podbił on między innymi Lanna, Syjam i Lan Xang.

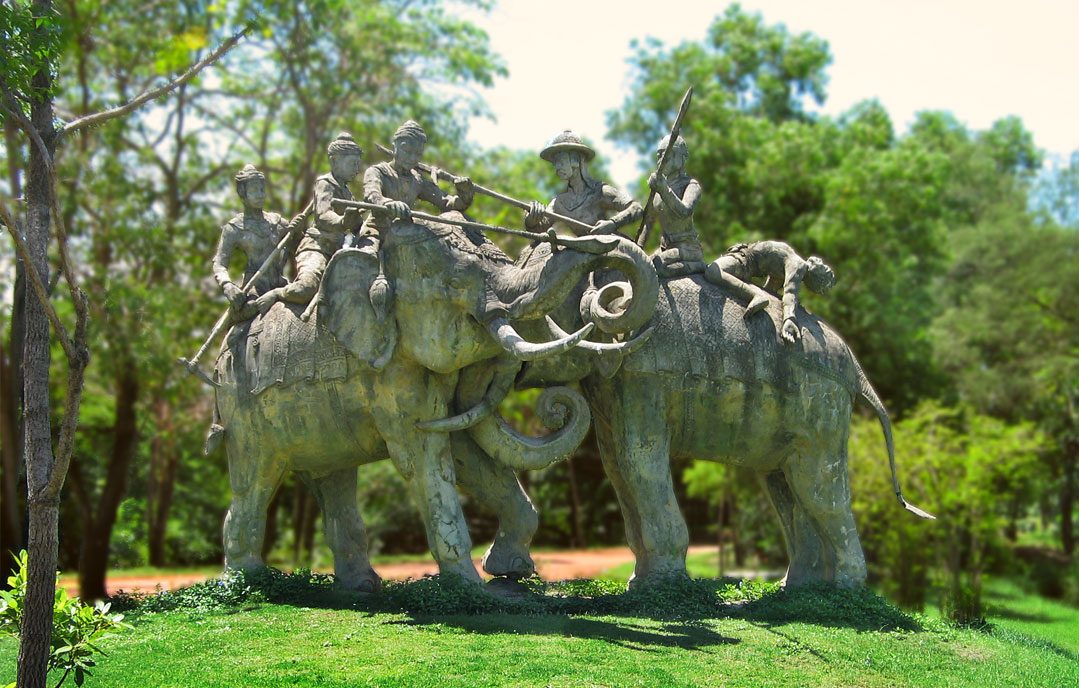
Pomnik przedstawiający walkę Naresuana z Mingyi Swa.

Wkrótce po objęciu tronu w listopadzie 1581 r. Nanda stanął przed niewykonalnym zadaniem utrzymania w całości imperium stworzonego przez jego ojca. Pierwszą połowę swojego panowania strawił na tłumieniu buntów, a kolejną – na obronie własnej stolicy przed siłami buntowników. Pierwszym rebeliantem okazał się wuj Nandy – wicekról Ava. Rebelia ta została stłumiona z niezwykłym okrucieństwem – według naocznego świadka wydarzeń, weneckiego podróżnika Gasparo Balbiego, król kazał spalić żywcem w publicznej egzekucji 4 tysiące osób (dostojników podejrzanych o spiskowanie z Ava i ich rodziny) nie oszczędzając kobiet ani dzieci. W bitwie, która rozegrała się następnie pod murami Ava obydwaj antagoniści starli się osobiście i Nanda Bayin zabił własnoręcznie przywódcę rebelii. Syjam zbuntował się w roku 1584 i do roku 1592 odparł wszystkie, powtarzane przez Nandę najazdy. Podczas kończącej tę wojnę syjamsko-birmańską bitwy pod Nong Sarai (obecnie Don Chedi) doszło do pojedynku na słoniach między syjamskim władcą Naresuanem a birmańskim księciem koronnym Mingyi Swa, w której ten drugi został zabity. W roku 1597 rebelia ogarnęła już wszystkie państwa wasalne oraz należące do królestwa miasto Taungngu. 19 grudnia 1599 Nanda poddał się połączonym siłom miasta Taungngu, Arakanu oraz portugalskich najemników pod wodzą Felipe de Brito e Nicote i został uwięziony w Taungngu. Stolica królestwa – Pegu – została całkowicie spalona. Rok później został zamordowany przez Natshinnaunga, następcę tronu Taungngu.